# GTR – FIA GT ريسنغ غيم
GTR – FIA GT ريسنغ غيم (بالإنجليزية:GTR – FIA GT Racing Game)، هي لعبة إلكترونية من نوع سباق السيارات، أنتجت شركة THQ سنة 2005، وتعمل لنظام مايكروسوفت ويندوز، وكان من المفترض أن تعرضها على جهاز إكس بوكس 360 ولكنها ألغيت.

## وصلات خارجية
- GTR - FIA GT Racing Game official site (www.gtr-game.com now for 'GTR Evolution')
- GTR FIA Racing على مشروع الدليل المفتوح